# سجاد عزیزی
سجاد عزیزی (زادهٔ ۲۱ آبان ۱۳۷۷) کشتی‌گیر ایرانی در دسته‌های ۹۷ و ۱۲۰ کیلوگرم کشتی آزاد است.او برندهٔ مدال طلای جوانان آسیا، در سال ۲۰۱۸ در دسته ۹۷  کیلوگرم در کشور هندو نیز دارندهٔ مدال برنز رقابت‌های بین المللی کشتی آزاد جوانان در سال ۲۰۱۸ در دسته ۹۷ کیلوگرم در کشور رومانی است.

## زندگی‌نامه
سجاد عزیزی در ۲۱ آبان ۱۳۷۷ در تهران زاده شد. او مدال طلای بازی های آسیایی خود در مسابقات جهانی هند را به خانواده حجت اصغری اهدا كرد.

## فعالیت ورزشی

### بازی‌های آسیایی جوانان ۲۰۱۸
سجاد عزیزی در دور اول با نتجیه ١٠ بر ٢ کیوان یوشیدا از ژاپن را مغلوب کرد وی در دور بعد مقابل حسین نصیر از هند با نتیجه ١٠ بر یک پیروز شد و به مرحله نیمه نهایی راه یافت. عزیزی در این مرحله با نتیجه ١٠ بر ٦ از سد هیون سو هان از کره جنوبی گذشت و به دیدار فینال راه یافت. وی در دیدار پایانی نیز با نتیجه ٦ بر ١ سریک بایتخانوف از قزاقستان را مغلوب کرد و به مدال طلا رسید.